# Susanne Lin-Klitzing

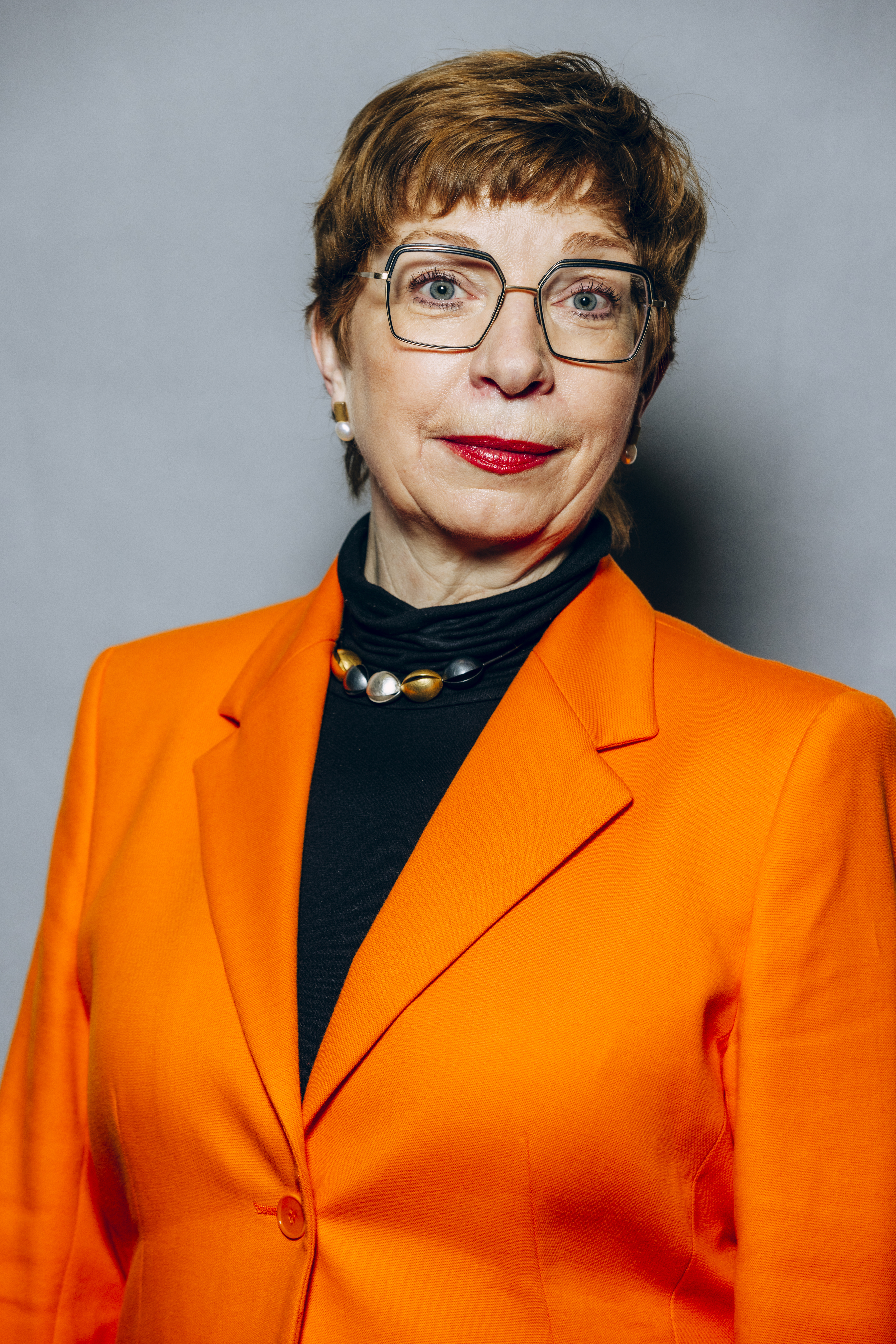
Susanne Lin-Klitzing (2023)

Susanne Lin-Klitzing (geb. Susanne Lin, * 27. August 1963 in Bremerhaven) ist eine deutsche Erziehungswissenschaftlerin, Professorin an der Philipps-Universität Marburg und seit 2017 Bundesvorsitzende des Deutschen Philologenverbandes.

## Leben
Nach dem Studium der Germanistik, evangelischen Theologie, Pädagogik und Psychologie in Marburg (u. a. bei Hans Christoph Berg) und Tübingen unterrichtete sie nach dem Referendariat mehrere Jahre als Gymnasiallehrerin an verschiedenen Stadt- und Landgymnasien in Baden-Württemberg ebenso wie in der Lehrerausbildung am Studienseminar Esslingen. Nach der Promotion bei Wolfgang Klafki wechselte sie an die Universität Stuttgart. Seit 2007 ist Susanne Lin-Klitzing Professorin für Schulpädagogik für die gymnasiale Lehrerbildung an der Philipps-Universität Marburg, wo sie 2009 habilitiert wurde. Sie war Prodekanin (2011–2014) und Dekanin (2014–2017) des dortigen Fachbereichs Erziehungswissenschaften.
2004 erhielt sie den Landeslehrpreis Baden-Württemberg für ihre herausragenden Lehrleistungen und die Verwendung von elektronischen Medien in der Lehrveranstaltung „Didaktische Modelle – online präsentiert“.
Seit 1994 im Philologenverband Baden-Württemberg als bildungspolitische Sprecherin und stellvertretende Vorsitzende, seit 2001 im Geschäftsführenden Vorstand des Deutschen Philologenverbands tätig, wurde sie im Dezember 2017 als erste Frau an die Spitze des Deutschen Philologenverbandes (gegr. 1903 in Halle an der Saale) gewählt. Seit dem 1. April 2018 ist Lin-Klitzing von ihrer Lehr- und Prüfungstätigkeit in Marburg beurlaubt.
Lin-Klitzing ist Mitherausgeberin der Buchreihe „Gymnasium – Bildung – Gesellschaft“ im Klinkhardt-Verlag und vertritt die Profilierung des Gymnasiums entlang der Ziele der Gymnasialen Oberstufe: vertiefte Allgemeinbildung, Wissenschaftspropädeutik, allgemeine Studierfähigkeit.

## Veröffentlichungen (Auswahl)
- Hrsg.: Begabte in der Schule – Fördern und Fordern: Beiträge aus neurobiologischer, pädagogischer und psychologischer Sicht. Klinkhardt, Bad Heilbrunn, 2009, ISBN 978-3-7815-1697-7.
- Hrsg.: Aspekte gymnasialer Bildung: Beiträge zu gymnasialer Bildungstheorie, Unterrichts- und Schulentwicklung. Klinkhardt, Bad Heilbrunn, 2012, ISBN 978-3-7815-1875-9.
- Hrsg.: Zur Vermessung von Schule: Empirische Bildungsforschung und ihre Konsequenzen für die Schulpraxis aus der Sicht von PISA-Forschern und PISA-Kritikern. Klinkhardt, Bad Heilbrunn, 2013, ISBN 978-3-7815-1938-1.
- Hrsg.: Abitur und Studierfähigkeit. Ein interdisziplinärer Dialog. Klinkhardt, Bad Heilbrunn, 2014, ISBN 978-3-7815-1987-9.
- Hrsg.: Bildungsgerechtigkeit und Gymnasium. Klinkhardt, Bad Heilbrunn, 2017, ISBN 978-3-7815-2198-8
- Hrsg.: Wolfgang Klafki: Allgemeine Didaktik. Fachdidaktik. Politikberatung: Beiträge zum Marburger Gedenksymposium. Klinkhardt, Bad Heilbrunn, 2019, ISBN 978-3-7815-2330-2.